# Huub Zilverberg
Hubert Zilverberg, dit Huub Zilverberg (né le 13 janvier 1939 à Goirle) est un coureur cycliste néerlandais. Professionnel de 1962 à 1969, il a été vainqueur d'étape du Tour de France et du Tour d'Italie 1962.

## Palmarès
- 1958
  - Ronde van Kruiningen
- 1959
  - Olympia's Tour :
    - Classement général
    - 5e étape

  - 1re étape du Tour du Brabant
  - 2e du Tour de RDA
  - 3e du Tour du Brabant
- 1960
  - 4ea étape du Tour de Pologne (contre-la-montre)
- 1961
  - Tour des Flandres des indépendants
  - 2e du Tour des Pays-Bas
  - 3e de Hoegaarden-Anvers-Hoegaarden
- 1962
  - 8e étape du Tour d'Italie
  - 2eb (contre-la-montre par équipes) et 7e étapes du Tour de France
  - Grand Prix du Parisien (contre-la-montre par équipes)
  - 2e du Grand Prix de Francfort
  - 6e du championnat du monde sur route
- 1963
  - 2e du Tour de Belgique
  - 3e du Manx Trophy
  - 4e du Grand Prix Stan Ockers
  - 9e de Paris-Nice
- 1964
  - 3e (contre-la-montre par équipes) et 6ea étapes de Paris-Nice
  - 2e du Tour de Sardaigne
  - 2e du Tour de Romandie
- 1966
  - 2eb étape du Critérium du Dauphiné libéré
  - 3ea étape du Tour de France (contre-la-montre par équipes)
  - 9e de Milan-San Remo

## Résultats sur les grands tours

### Tour de France
6 participations
- 1962 : hors délais (12e étape), vainqueur des 2eb (contre-la-montre par équipes) et 7e étapes
- 1963 : abandon (16e étape)
- 1964 : 37e
- 1966 : 64e, vainqueur de la 3ea étape (contre-la-montre par équipes)
- 1967 : 71e
- 1968 : hors délais 4e

### Tour d'Espagne
4 participations
- 1961 : abandon (9e étape)
- 1966 : 26e
- 1967 : 28e
- 1969 : 51e

### Tour d'Italie
3 Participations
- 1962 : 15e, vainqueur de la 8e étape
- 1963 : abandon
- 1964 : abandon